# Deopalpus reinhardi
Deopalpus reinhardi là một loài ruồi trong họ Tachinidae.